# Curt Behlmer
Curt Randolph Behlmer (* 5. August 1960 in Los Angeles County, Kalifornien) ist ein US-amerikanischer Filmtechniker.

## Leben
Behlmer heiratete am 22. Juli 1984 Anna Gabellieri. Zu Beginn seiner Karriere hatte er Technologie- und leitende Positionen bei Warner Bros., Soundelux Entertainment Group, Digital Cinema Ventures, Ryder Sound Services und Lionsgate Films inne.  Dabei war er mehrfacher Gouverneur der Sound Branch der Academy of Motion Picture Arts and Sciences, Mitglied der Society of Motion Picture and Television Engineers, Präsident der Inter-Society for the Enhancement of Cinema Presentation und Mitglied der Hollywood Post Alliance und der British Kinematograph Sound and Television Society. Am 6. Januar 2014 gab Dolby Laboratories bekannt, dass Behlmer als Senior Vice President of Content Solutions and Industry Relations zu Dolby wechselt.

## Filmografie

### Ton
- 1981: The Jacksons: Can You Feel It (Musikvideo)
- 1998 – 1999: Trinity (9 Folgen)

## Auszeichnungen
- 2003: John A. Bonner Medal of Commendation
- 2017: Ken Mason Inter-Society Award[3]